# 陳大統
陳大統（1544年—？），字一甫，浙江紹興府會稽縣人，官籍，明朝政治人物。

## 生平
嘉靖四十三年（1564年）甲子科浙江鄉試第二名舉人，萬曆二年（1574年）中式甲戌科會試第二百三十五名，二甲第十二名進士。官太倉州知州，應天巡撫宋儀望、郭思極並其以參謁出，為奸犯所乘，縱火燒廊，文卷俱毀，四年（1576年）七月被降為雜職。

## 家族
曾祖陳繹，百戶；祖父陳瑞，百戶；父陳鵠，按察司僉事。前母吳氏；母朱氏。具慶下。兄陳大綸（都指揮使）。